# ووكر سميث
ووكر سميث (بالإنجليزية: Walker Smith)‏ (14 أغسطس 1847 - 7 يوليو 1900) هو لاعب كريكت بريطاني (وحمل سابقاً جنسية المملكة المتحدة لبريطانيا العظمى وأيرلندا).